# Amal islamique
L'Amal islamique (أمل الإسلامية en arabe) était un mouvement militaire libanais chiite basé à Baalbek dans la plaine de la Bekaa. Le mouvement était dirigé par Hussein al-Musawi, alors figure de proue du Hezbollah.

## Histoire
Le mouvement naît en juin 1982 lorsque Nabih Berri, alors chef d'Amal, accepte de participer au Comité du Salut, un organe politique mis en place par le président Elias Sarkis, suite de l'invasion israélienne du Liban. Le comité comprenait Bachir Gemayel, le commandant maronite des Forces libanaises.
Musawi considérait les actions de Berri comme des « trahisons » et considérait Amal bien trop laïque. En conséquence, Musawi rompt avec Amal et crée sa propre faction islamique.
L'Amal islamique était soutenu par des fonctionnaires du gouvernement iranien et était coordonné avec les unités des gardiens de la révolution iraniens (Pasdaran) stationnés autour de Baalbek. En 1986, des responsables iraniens font pression sur Musawi pour qu'il dissolve son organisation, il refuse.
Il accepta cependant de continuer à faire partie du Hezbollah et aurait siégé en tant que membre de son Conseil consultatif.
Bien que la rhétorique de Musawi soit farouchement anti-occidentale, à la fin de 1987, il n'a jamais prononcé aucune violence au nom de son mouvement.